# Трупіал чорноголовий
Трупіа́л чорноголовий (Icterus graduacauda) — вид горобцеподібних птахів родини трупіалових (Icteridae). Мешкає в США і Мексиці.

## Опис

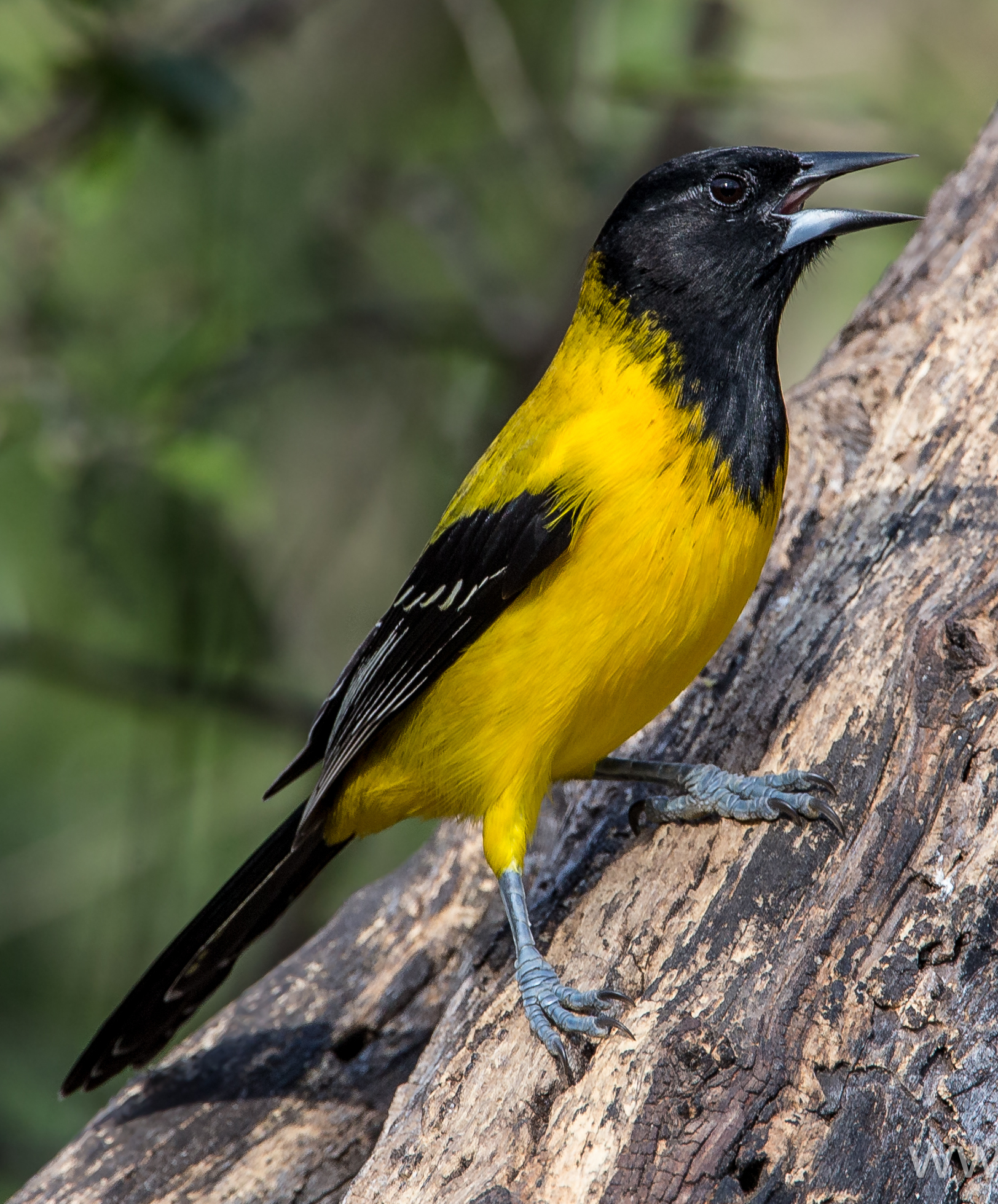
Чорноголовий трупіал

Довжина птаха становить 21,5-24 см, вага 31-52 г. Самці мають переважно жовте забарвлення, голова, крила і хвіст у них чорні. Махові пера мають білі краї, другорядні покривні пера крил формують на крилах жовті смуги. Спина і гузка мають оливковий відтінок. У самиць потилиця і спина тікож мають оливковий відтінок. Забарвлення молодих птахів є подібним до забарвлення самиц, однак крила у них тьмяно-коричневі. Ранньою осінню, іноді наприкінці літа, молоді птахи линяють і набувають дорослого забарвлення.

## Підвиди
Виділяють чотири підвиди:
- I. g. audubonii Giraud Jr, 1841 — південний Техас і північно-східна Мексика (Тамауліпас);
- I. g. nayaritensis Van Rossem, 1938 — захід центральної Мексики (від південного Наярита до західного Халіско, північної Коліми і південного Мічоакана);
- I. g. dickeyae Van Rossem, 1938 — південно-західна Мексика (гори Південної Сьєрра-Мадре в штаті Герреро);
- I. g. graduacauda Lesson, R, 1839 — південь Мексиканського нагір'я.

## Поширення і екологія
Чорноголові трупіали живуть в густих вічнозелених субтропічних лісах та лісових масивах, віддають перевагу тінистим галерейним лісам. Зустрічаються на висоті до 2100 м над рівнем моря. Іноді приєднуються до змішаних зграй птахів. Живояться комахами, їх личинками та іншими безхребетними, яких шукають під корою або в гнилій деревині, а також плодами, насінням і нектаром. Сезон розмноження в США триває з квітня по червень, в Мексиці з квітня по вересень. Гніздо має мішечкоподібну або чашоподібну форму, птахи плетуть його з зелених стебел трави, встелюють м'якою травою і підвішують на дереві. В кладці від 3 до 5 яєць. За сезон можу вилуптися два або три виводки. Чорноголові трупіали часто стають жертвами гніздового паразитизму буроголових вашерів.

## Збереження
МСОП класифікує стан збереження цього виду як такий, що не потребує особливих заходів зі збереження. За оцінками дослідників, популяція чорноголових трупіалів становить 3,5 мільйони дорослих птахів.